# 佐々木稔納
佐々木 稔納（ささき としのり、1954年（昭和29年）8月1日 - ）は、日本の政治家。元京都府南丹市長（3期）。

## 来歴
京都府園部町出身。1977年（昭和52年）3月、同志社大学法学部法律学科卒業。同年4月、参議院事務局に就職。1982年（昭和57年）1月に退職すると、当時京都府副知事を務めていた同郷の野中広務の秘書となる。1988年（昭和63年）からは野中の公設秘書となる。2001年（平成13年）11月、退職。同年12月、園部町の収入役に就任。2005年（平成17年）12月、収入役を辞任。
2006年（平成18年）1月1日、園部町、八木町、日吉町、美山町の4町が合併して南丹市が誕生。
野中広務の実弟で園部町長の野中一二三は当初、初代市長への意欲を見せていたが引退を表明。これにより市長選は、野中広務と一二三などが推す佐々木と、元八木町長で衆議院議員の中川泰宏が推す園部町議会議長・中川圭一の間における代理戦争と化し、また民主党推薦の佐々谷元秀も候補者に名を連ねたため三者の激しい戦いとなった。選挙は2006年2月19日に行われ、中川が次点の佐々木に17票差で勝利を収めた（中川：9,330票、佐々木：9,313票、佐々谷：4,243票）。
ところが市長就任直後の3月12日、中川圭一は買収容疑により逮捕され、3月22日に辞職。4月30日に行われた市長選には、佐々木と、中川泰宏が推す園部町助役・奥村善晴と、労組や日本共産党など11団体が参加する「みんなの南丹市政をつくる会」代表委員の井尻勇助の3人が出馬。佐々木が他候補を下し初当選。
2010年（平成22年）に再選。2014年（平成26年）の市長選では過半数の市議と野中広務の支援を受けて出馬。野中一二三と中川泰宏の支援を受けた社会福祉法人常務理事の西村良平と、前々回の選挙で戦った井尻勇助の2候補を下し、3期目の当選を果たした（佐々木：8,523票、西村：6,603票、井尻：1,804票）。
2014年8月3日、南丹市で行われる京都美山サイクルグリーンツアーに参加中、バイクとの接触事故により入院し公務を離れた。3ヶ月後に復帰し、2018年の任期満了をもって退任した。
2024年（令和6年）11月の秋の叙勲において、旭日小綬章を受章した。